# Paolo Baldieri
Paolo Baldieri (Roma, 2 febbraio 1965) è un ex calciatore italiano, di ruolo attaccante.
Ha collaborato, fino a giugno 2006, con la FIGC in qualità di tecnico territoriale e viceallenatore delle nazionali giovanili italiane di calcio Under-16 e Under-17.
Insieme a Paolo Rossi è l'unico calciatore che ha segnato in cinque partite consecutive con la nazionale italiana Under-21.

## Biografia
Vive a Lecce, dove dal 2015 gestisce una gelateria. Sposato con Alessandra, ha tre figli.

## Carriera

### Giocatore

#### Club

Baldieri (accosciato, primo da sinistra) nel Pisa della stagione 1985-1986

Faceva parte delle giovanili della Roma; in quella squadra Primavera c'erano, oltre a Baldieri, Giannini, Desideri, Di Mauro.
Paolo Baldieri iniziò ad aggregarsi alla prima squadra l'anno dello scudetto 1982-1983. Il tecnico Nils Liedholm lo portò inizialmente in panchina contro l'Avellino, in campionato, alla terz'ultima giornata; in Coppa Italia esordì con gol sempre contro gli irpini il 14 aprile 1983 (5-3), mentre debuttò in campionato solo la stagione successiva, nella trasferta di Catania (2-2) del 6 maggio 1984. In totale con la Roma ha collezionato 26 presenze in campionato segnando 3 gol, e 16 presenze in Coppa Italia con un gol.
Ha poi giocato in Serie A nel Pisa, nell'Empoli e nel Lecce, totalizzando in massima serie 112 presenze e 18 reti. A fine carriera, dopo aver militato nel Perugia, giocò nelle categorie minori con Savoia e Civitavecchia.

#### Nazionale
Giocò titolare nella nazionale Under-21 di Azeglio Vicini, con cui ottenne 14 presenze e 9 gol nella squadra che poi perse ai tiri di rigore il campionato europeo di categoria del 1986; in quella squadra militò insieme a Giuseppe Giannini, Mancini, Vialli, Zenga, i quali sarebbero poi diventati i pilastri della nazionale di Azeglio Vicini.
Ricevette una sola convocazione, da parte di Enzo Bearzot, in nazionale maggiore, pur non esordendo, nel novembre 1985, quando giocava nel Pisa, per il match amichevole Polonia-Italia (1-0). Successivamente maturò una presenza in nazionale Under-23.

### Dopo il ritiro
Dal 1998 al 2001 ha diretto la scuola calcio della Figc all' Acqua Acetosa e dal 2002 al 2005 è stato selezionatore della nazionale Under 16 e 17 con Antonio Rocca; nello stesso anno, assieme a vari suoi ex compagni di squadra, tra cui Francesco Moriero, ha partecipato ad alcuni tornei a scopo benefico. Dal 2008 vive a Lecce dove dal 2012 gestisce una gelateria artigianale.

## Palmarès

### Club

#### Competizioni giovanili
- Torneo di Viareggio: 1

Roma: 1983
- Campionato Primavera: 1

Roma: 1983-1984

#### Competizioni nazionali
- Campionato italiano: 1

Roma: 1982-1983
- Coppa Italia: 1

Roma: 1983-1984
- Campionato italiano di Serie B: 1

Pisa: 1984-1985

#### Competizioni internazionali
- Coppa Mitropa: 1

Pisa: 1986